# Collegio uninominale Sardegna - 01 (Senato della Repubblica 2020)
Il collegio elettorale uninominale Sardegna - 01 è un collegio elettorale uninominale della Repubblica Italiana per l'elezione del Senato della Repubblica.

## Territorio
Come previsto dalla legge n. 51 del 27 maggio 2019, il collegio è stato definito tramite decreto legislativo all'interno della circoscrizione Sardegna.
È formato dal territorio dell'intera provincia del Sud Sardegna (107 comuni) e dell'intera città metropolitana di Cagliari (17 comuni).
Il collegio è parte del Collegio plurinominale Sardegna - 01.

## Eletti
| Elezione | Elezione | Deputato        | Partito           |
| -------- | -------- | --------------- | ----------------- |
|          | 2022     | Antonella Zedda | Fratelli d'Italia |

## Dati elettorali

### XIX legislatura
Come previsto dalla legge elettorale, 74 senatori sono eletti con sistema a maggioranza relativa in altrettanti collegi uninominali a turno unico.
| Candidati                                 | Candidati                 | Voti    | %     | Liste                          | Voti    | %     |
| ----------------------------------------- | ------------------------- | ------- | ----- | ------------------------------ | ------- | ----- |
|                                           | Antonella Zedda ✔️ Eletto | 133 870 | 39,48 | Fratelli d'Italia              | 80 911  | 23,86 |
| Forza Italia                              | Antonella Zedda ✔️ Eletto | 133 870 | 39,48 | 26 889                         | 7,93    |       |
| Lega per Salvini Premier                  | Antonella Zedda ✔️ Eletto | 133 870 | 39,48 | 20 763                         | 6,12    |       |
| Noi moderati/Lupi - Toti - Brugnaro - UDC | Antonella Zedda ✔️ Eletto | 133 870 | 39,48 | 5 334                          | 1,57    |       |
|                                           | Maria Del Zompo           | 92 722  | 27,35 | Partito Democratico-IDP        | 66 813  | 19,71 |
| Alleanza Verdi e Sinistra                 | Maria Del Zompo           | 92 722  | 27,35 | 15 667                         | 4,62    |       |
| +Europa                                   | Maria Del Zompo           | 92 722  | 27,35 | 7 772                          | 2,29    |       |
| Impegno Civico - Centro Democratico       | Maria Del Zompo           | 92 722  | 27,35 | 2 470                          | 0,73    |       |
|                                           | Sabrina Licheri           | 74 456  | 21,96 | Movimento 5 Stelle             | 74 456  | 21,96 |
|                                           | Claudia Medda             | 15 822  | 4,67  | Azione - Italia Viva - Calenda | 15 822  | 4,67  |
|                                           | Antonella Atzei           | 9 067   | 2,67  | Italexit                       | 9 067   | 2,67  |
|                                           | Nicola Di Cesare          | 5 671   | 1,67  | Italia Sovrana e Popolare      | 5 671   | 1,67  |
|                                           | Giovanni Fancello         | 5 167   | 1,52  | Unione Popolare                | 5 167   | 1,52  |
|                                           | Maria Luisa Businco       | 2 270   | 0,67  | Vita                           | 2 270   | 0,67  |
| Totale                                    | Totale                    | 339 045 | 100   |                                | 339 045 | 100   |
|                                           |                           |         |       |                                |         |       |
| Schede bianche                            | Schede bianche            | 4 857   | 1,38  |                                |         |       |
| Schede nulle                              | Schede nulle              | 8 130   | 2,31  |                                |         |       |
| Votanti                                   | Votanti                   | 352 041 | 54,40 |                                |         |       |
| Elettori                                  | Elettori                  | 647 080 |       |                                |         |       |